# Muscisaxicola albifrons
La dormilona gigante (en Bolivia y Chile) o dormilona de frente blanca (en Perú) (Muscisaxicola albifrons), es una especie de ave paseriforme de la familia Tyrannidae perteneciente al numeroso género Muscisaxicola. Es nativa de regiones andinas del oeste de América del Sur.

## Distribución y hábitat
Esta especie se distribuye a lo largo de la cordillera de los Andes desde el centro oeste de Perú (Áncash), por el oeste de Bolivia (Oruro y Cochabamba), hasta el extremo norte de Chile.
Esta especie es considerada poco común y local en su hábitat natural, casi siempre alrededor de bofedales altoandinos, pantanos de plantas llamadas cojines y áreas semiáridas adyacentes. En altitudes entre 4100 y 5200 m. Notablemente, por lo menos en un sitio de Perú, esta especie ha sido vista posada en grietas de un gran glaciar, algunas veces a cientos de metros de la margen del glaciar y por arriba de los 5500 m.

## Comportamiento
Generalmente busca alimento solitario o en pareja, a veces en pequeños grupos. Se alimenta de insectos.

## Sistemática

### Descripción original
La especie M. albifrons fue descrita por primera vez por el ornitólogo suizo Johann Jakob von Tschudi en 1844 bajo el nombre científico Ptyonura albifrons; su localidad tipo es: «Perú, restringido posteriormente para Junín.».

### Etimología
El nombre genérico masculino «Muscisaxicola» es una combinación de los géneros Muscicapa y Saxicola, ambos del Viejo Mundo; y el nombre de la especie «albifrons», se compone de las palabras del latín «albus» que significa ‘blanco’, y «frons» que significa ‘frente’.

### Taxonomía
Es monotípica.